# 何處是我家
《何處是我家》（德語：Nirgendwo in Afrika，意譯「在什麼都不是的非洲某處」），是一部2001年首映的德國電影，获得了第75届奥斯卡金像奖最佳外语片。改編自德國作家史戴芬妮·子白希（Stefanie Zweig）於1999年寫的半自傳小說。
此片由卡洛琳·琳克（Caroline Link）執導，劇本則由琳克與史戴芬妮·子白希一起執筆，以1930年代納粹德國為背景，描述了一個德籍猶太裔家庭為了逃避納粹黨而移居肯亞的遭遇。

## 劇情大綱
故事发生于1938年，犹太家族瑞第力希为了躲避纳粹党的迫害，不得不举家逃难到肯尼亚。家庭的男主人韦特·瑞第力希在那里管理一个贫瘠的农场，而他的妻子耶特爾·瑞第力希却完全不能够适应那里的艰苦生活。与这位妻子相反的是，他们的女儿黑姬娜·瑞第力希却能够很轻松地融入当地的生活，她不仅学会使用当地的语言来进行日常交流，还和家里雇佣的当地厨师歐伯爾成为了很好的朋友。在这段逃难生活中，丈夫与妻子之间的婚姻曾一度出现危机，而在得知韦特的父亲与耶特爾的妹妹惨遭德国纳粹的迫害后，两人才意识到彼此是怎样的需要自己。韦特曾经在英国军队服役，并在战争结束之后申请回到德国，并在政府机关里做一名律师，而他的妻子和儿女则更愿意生活在肯尼亚。后来一家人经过思考，决定在1947年返回德国，开始新的生活。

## 背景
在奥斯卡的颁奖典礼上导演卡洛琳·林克因为自己的女儿生病而没能参加。在距上一部德语电影《铁皮鼓》（Die Blechtrommel）入围最佳外语片奖的23年之后，这一部德语电影获得了这项殊荣，1998年卡洛琳·林克的另一部电影《走出寂静》（Jenseits der Stille）就曾经获奥斯卡最佳外语片提名。
这部电影的主要拍摄地在肯尼亚的一个小村庄 Mukutani，电影的摄制组不仅仅在此地进行拍摄，同时还在摄制工作结束后和世界宣明会一起为当地修建了一条通往 Mukutani 的公路。

## 评价
|                       | 这部由敏锐的导演执导、受到好评的电影受益于真实的实地拍摄、灵活的剧情、动人的音乐以及得当的拍摄。演员的演出非常出色，他们将这种移民生活生动地展现出来，并且不会给观众带来许多感伤的回忆。 |
| ——film-dienst电影杂志 | |

|                | 值得推荐 宏大图景下的一部极具洞察力的史诗 娱乐: 1/3; 动作: 1/3; 色情: 1/3; 刺激: 1/3; 市场需求: 2/3 |
| ——TV Movie杂志 | |

## 主要角色
- 父親 - 韋特·瑞第力希（Walter Redlich）
- 母親 - 耶特爾·瑞第力希（Jettel Redlich）
- 女兒 - 黑姬娜·瑞第力希（Regina Redlich）
- 韋特的摯友 - 韋特·許斯金德（Walter Süßkind）
- 忠誠的廚師 - 歐伯爾（Owuor）

## 奖项
- 第75届奥斯卡最佳外语片
- 德国电影奖最佳影片、最佳导演、最佳摄影（Gernot Roll）、最佳音乐（Niki Reiser）、最佳男配角（Matthias Habich）计五项大奖
- 纽约影展（High Falls）观众票选最佳影片
- 华盛顿首府影展观众票选最佳影片

## 小說
小說為半自傳式，史戴芬妮·子白希以她自己的童年為藍本，本書受德國民眾高度歡迎，曾好幾個星期被列入最暢銷書榜。
電影與小說最大的不同在於母親耶特爾在書中並沒有發生過外遇。

## 外部連結
- 德國書與電影 （页面存档备份，存于） （德文）
- Zeitgeist Films （德文）
- 德國經典電影 （繁體中文）
- 互联网电影数据库（IMDb）上《何處是我家》的资料（英文）
- 豆瓣电影上《何處是我家》的資料 （简体中文）
- AllMovie上《何處是我家》的资料（英文）
- 爛番茄上《何處是我家》的資料（英文）

1. ↑  . Box Office Mojo.